# Barry Webster
John Barry Webster (* 3. März 1935 in Sheffield; † April 2023) war ein englischer Fußballspieler. Der Stürmer war der erste Torschütze in einem Endspiel um den League Cup.

## Sportlicher Werdegang
Webster spielte zunächst für den Non-League-Football-Klub Gainsborough Trinity in der Midland League und schloss sich 1956 dem seinerzeitigen Zweitdivisionär Rotherham United an, wo er sich ab der Spielzeit 1957/58 als Stammspieler etablierte. Zeitweise spielte er mit der Mannschaft um Danny Williams, Norman Noble und Peter Madden um den Aufstieg in die First Division. Unter Trainer Tom Johnston erreichte er mit der Mannschaft das seinerzeit noch in Hin- und Rückspiel ausgetragene Endspiel im Wettbewerb um den League Cup 1960/61. Bei der Erstaustragung des Wettbewerbs gelang ihm in der 51. Spielminute der Führungstreffer gegen Aston Villa, den Sturmpartner Alan Kirkman wenige Minuten später zum 2:0-Endstand ausbaute. Das Rückspiel ging nach Treffern von Alan O’Neill und Harry Burrows in die Verlängerung, ehe Peter McParland den Erstligisten mit dem Treffer zum 3:0-Endstand in der 109. Spielminute zum Titelgewinn schoss.
Nach 201 Spielen und 41 Toren, davon 37 Meisterschaftstore in 179 Ligaspielen, wurde Webster 1962 zu Bradford City transferiert. Für den Klub kam er in der Fourth Division zu neun Toren in 53 Ligaspielen, ehe er verletzungsbedingt seine Profilaufbahn beenden musste. Im Non-League-Football lief er noch für den FC Buxton und den FC Norton Woodseats auf.
Während seines Wehrdiensts bei der British Army lief Webster für die Armee-Auswahlmannschaft auf, dabei stand er unter anderem mit dem späteren Weltmeister Ray Wilson auf dem Platz.
Nach dem Karriereende war Webster für Laycock Engineering tätig.